# Marginea
Marginea – wieś w Rumunii, w okręgu Suczawa, w gminie Marginea. W 2011 roku liczyła 8552 mieszkańców. Znajduje się na rumuńskiej Bukowinie. 

## Położenie
Miejscowość położona 437 m n.p.m..